# Kaffekopp

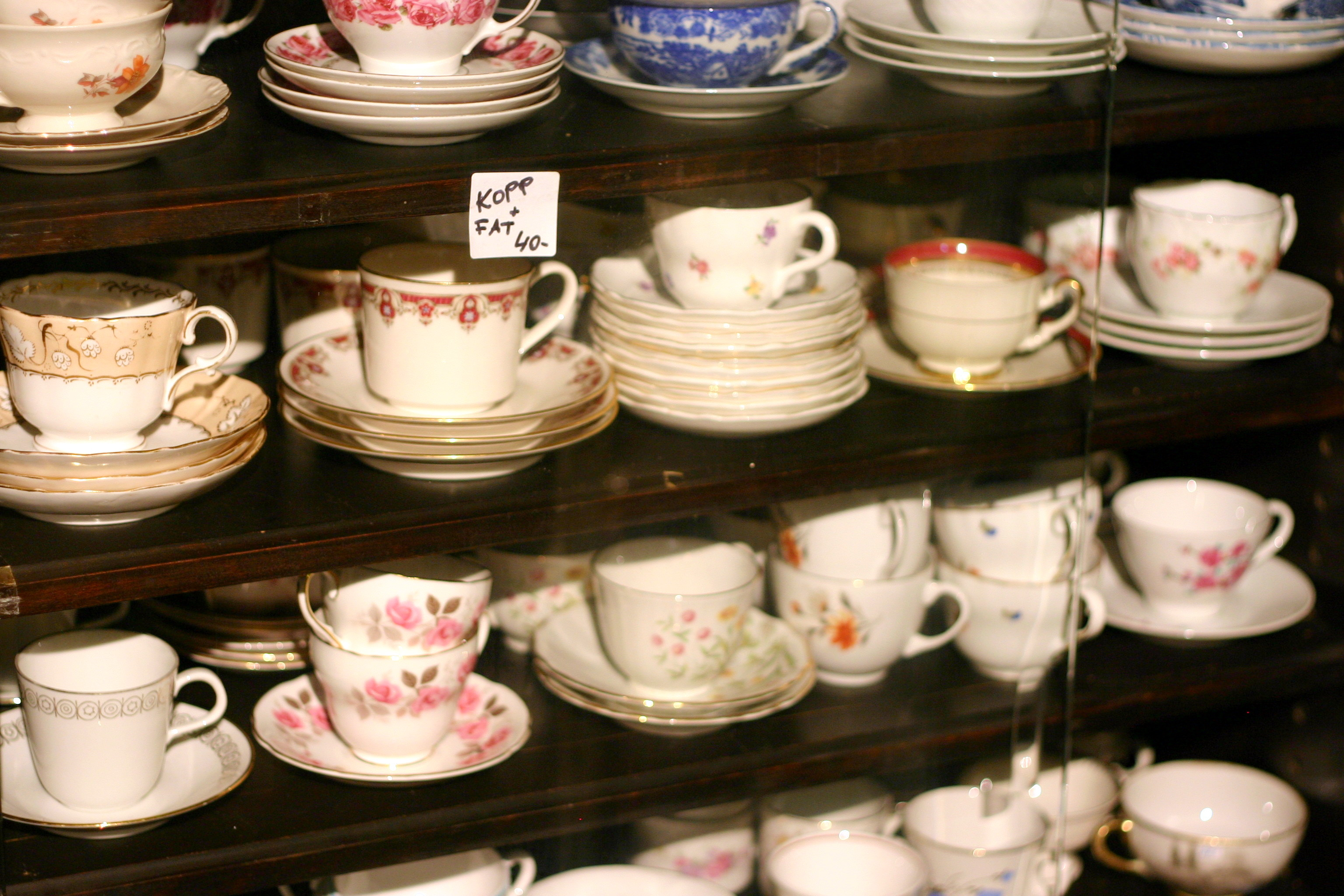
Begagnade kaffekoppar till salu.

En kaffekopp är en kopp avsedd att dricka kaffe ur. Kaffekoppar är i regel mindre än tekoppar. Vanligen tillverkas kaffekoppar (och tillhörande fat) av keramik, men förekommer också i glas, plast, papp (för engångsbruk) och andra lämpliga material.
Kaffekopp kan även vara angivet som mått i framförallt äldre svenska recept och motsvarar 1,5 dl. Måttet kaffekopp bör dock inte förväxlas med måttenheten kopp, som används i de flesta engelskspråkiga länder, och är omkring 2,4 dl.